# Vang Čong
Vang Čong (Wáng Chōng, Wang Chu'ng, 王充) (27 – 97), kitajski astronom, meteorolog, naturalist, filozof, in pisatelj, iz obdobja vladavine dinastije Han (206 pr.n.št. – 220 n.št.).
Razvil je racionalni, posvetni, naturalistični in mehanistični prikaz sveta in ljudi ter na materialističen način razložil nastanek vesolja. Njegovo glavno delo je bilo Lunheng (論衡, "Kritični eseji"). Ta knjiga je vsebovala številne teorije, ki so vključevale zgodnjo astronomijo in meteorologijo, Vang Čong pa je bil celo prvi v kitajski zgodovini, ki je omenil uporabo verižne črpalke, ki je pozneje postala običajna naprava pri namakanju polj in javnih delih na Kitajskem. Vang je tudi pravilno opisal proces vodnega cikla.
V nasprotju z večino kitajskih filozofov njegovega obdobja, je Vang večji del svojega življenja preživel v revščini. Zapisano je, da je študiral tako, da je stal na knjižnih stojnicah. Imel je izjemen spomin, ki mu je pripomogel, k dobri seznanitvi s kitajskimi klasičnimi besedili. Sčasoma je dosegel čin okrožnega sekretarja, mesta, ki ga je kmalu izgubil zaradi svoje borbene in uporniške narave.

## Življenje
Vang se je rodil v revni družini v mestu Shaoxing na Kitajskem. Kot sina Vang Songa, so ga v njegovi četrti občudovali zaradi pobožnosti in predanosti očetu. Na prigovarjanje svojih staršev je Vang odpotoval v vzhodno mesto Luoyang, da bi študiral na univerzi Guozijian, znani tudi pod imenom Cesarska univerza. Tam se je Vang seznanil s prestižnim zgodovinarjem Banom Biaom, ki je eden od začetnikov pisanja Knjige o Hanu. Ker je bil reven in ni imel dovolj denarja za nakup ustreznih študijskih besedil, je Vang pridobival znanje tako, da je pogosto obiskoval knjigarne. Njegov študij je bil najverjetneje pod vplivom sodobnih realistov starega besedila, kot je Huan Tan. Zaradi svojega skromnega porekla je bil Vang ogorčen nad uradniki, ki so jih občudovali zgolj zaradi njihovega bogastva in moči, ne pa zaradi njihovih intelektualnih sposobnosti.
Po študiju se je vrnil v domače okolje, kjer je postal lokalni učitelj. Temu je sledilo osamljeno obdobje upokojitve, v katerem je Vang sestavil eseje o filozofiji, Jisu ("O skupni morali"), Jeiyi (" O cenzuri"), Zheng wu ("O vladi") in Yangxing shu ("O makrobiotiki"). Približno osemdeset teh esejev je bilo pozneje zbranih v delu Lunheng. Umrl je na svojem domu okoli leta 100.
Čeprav sta bili Vangova racionalistična filozofija in kritika tako imenovanega novega besedila konfucianizma v njegovem življenju večinoma prezrta, je ugledni uradnik in kasnejši učenjak Cai Yong v svojih zapisih občudoval Vangova pisna dela.
Politik Vang Lang je pridobil izvod Vangovega Lunhenga in ga leta 198 prinesel s seboj na sodišče Han, ki ga je v Xuchangu ustanovil premier Cao Cao. Ker so nekatera vprašljiva načela filozofije novega besedila konfucianizma izpadla iz uporabe, je racionalistična filozofija Vang Čonga postala veliko bolj vplivna v kitajski misli.

## Delo in filozofija
Daoizem se je že zdavnaj izrodil v vraževerje in magijo, konfucianstvo pa je bilo že kakšnih 150 let državna religija. Konfucija in Laozija so častili kot bogova, znamenja so bila vidna povsod, vera v duhove je bila skoraj univerzalna, feng šui pa je začel vladati življenjem ljudi. Vang se je vsemu temu posmehoval in se zavzel za racionalno, naturalistično poročilo o svetu in človekovem mestu v njem.
V središču njegove misli je bilo zanikanje, da imajo nebesa kakršen koli namen za nas, pa naj bo to dobronameren ali sovražen. Reči, da nam nebesa zagotavljajo hrano in oblačila, pomeni reči, da delujejo kot naš kmet ali krojač - očiten absurd. Ljudje smo nepomembni drobci v vesolju in ne moremo upati, da bi v njem sprožili spremembe, in smešna aroganca je misliti, da bi se vesolje spremenilo samo zaradi nas.
Vang je vztrajal, da je treba besede prejšnjih modrecev obravnavati kritično in da so bile pogosto protislovne ali nedosledne. Kritiziral je znanstvenike svojega časa, ker tega niso sprejeli, pa tudi tisto, kar je sam poimenoval množično sprejemanje pisnih del. Verjel je, da je resnico mogoče odkriti in da bo postala očitna z jasnimi besedami in jasnim komentarjem besedila.
Primer Vangovega racionalizma je njegov argument, da mora grmenje povzročati ogenj ali vročina in ni znak nezadovoljstva nebes. Trdil je, da je treba preizkusiti ponovljive izkušnje in eksperimente, preden sprejmemo prepričanje, da je vpletena božanska volja.
Enako oster je bil glede ljudskega verovanja v duhove. Zakaj bi morali duhove imeti samo ljudje, je vprašal, ne druge živali? Vsi smo živa bitja, ki jih poživlja isto življenjsko načelo. Poleg tega je umrlo toliko ljudi, da bi njihovi duhovi močno presegli žive ljudi; svet bi preplavil z njimi. Nikoli pa izrecno ne zanika obstoja duhov, preprosto jih loči od predstave, da so duše mrtvih. Zdi se, da je verjel, da pojavi obstajajo, a ne glede na to, da so, nimajo nobene zveze s pokojnikom.
Ljudje pravijo, da so duhovi duše mrtvih ljudi. V tem primeru bi morali duhovi biti vedno goli, saj se zagotovo ne trdi, da imajo oblačila tako dušo kot ljudje. (Lunheng)
Vang je bil enako racionalen in brezkompromisen glede znanja. Prepričanja zahtevajo dokaze, tako kot dejanja zahtevajo rezultate. Vsakdo lahko govori neumnosti in vedno bo lahko našel ljudi, ki jim bodo verjeli, še posebej, če bodo to lahko oblekli v vraževerno neumnost. Potrebni so previdni sklepi in doživljanje sveta.
Švedski jezikoslovec in sinolog Bernhard Karlgren je njegov slog poimenoval naravnost in brez literarnih pretenzij; na splošno so sodobni zahodni pisci opazili, da je bil Vang eden najbolj izvirnih mislecev svojega časa, celo skeptičen v svojih mnenjih. Ugotavljajo, da je postal priljubljen v začetku 20. stoletja, ker njegove ideje ustrezajo tistim, ki so se kasneje razvile v Evropi. Njegovo pisanje je hvaljeno, ker je jasno in dobro urejeno. Ker pa v njegovem času ni bilo delujoče znanstvene metode ali večjega znanstvenega pogovora, se lahko njegove formulacije sodobnemu očesu zdijo tuje – nekaterim bralcem, celo tako nenavadne kot vraževerja, ki jih je zavračal. Toda kljub tej oviri, je njegovo delo pridobilo nekaj slave, čeprav večinoma po smrti. Vplival je na to, kar je Karlgren imenoval, 'neo-daoizem' - reformirano daoistično filozofijo z bolj racionalno, naturalistično metafiziko, brez veliko vraževerja in misticizma, v katerega je padel daoizem.

## Zgodnja znanstvena misel

### Meteorologija
S svojo natančno utemeljitvijo in objektivnim pristopom je Vang Čong napisal veliko stvari, ki bi jih kasneje sodobni sinologi in znanstveniki hvalili kot moderno misleče. Na primer, podobno kot je Aristotelova meteorologija 4. stoletja pred našim štetjem prikazala vodni krog, je Vang Čong napisal naslednji odlomek o oblakih in dežju:
Konfucijanci tudi trdijo, da izraz, da dež pada z neba, pomeni, da dejansko pade z nebes kjer so zvezde. Vendar razmislek o temi nam pokaže, da dež prihaja z neba zemlje, ne pa iz nebes.
Ko vidijo, da se dež zbira od zgoraj, ljudje pravijo, da prihaja z nebes. Kako lahko dokažemo, da dež izvira iz Zemlje in se dviga z gora? Glede tega dežja iz gora nekateri menijo, da oblaki nosijo s seboj dež, ki se razprši, ko pada (in imajo prav). Oblaki in dež sta res ista stvar. Voda, ki
izhlapeva navzgor, se spremeni v oblake, ki se kondenzirajo v dež ali še bolj v roso. Ko so oblaki navlaženi, to ni posledica oblakov in meglic, skozi katere gredo, ampak deževnice.
Nekateri ljudje navajajo Shujing, ki pravi: "Ko bo Luna sledila zvezdam, bo pihal veter in padal dež," oziroma Shijing, pravi: "Približevanje Lune Pi hsiu bo prineslo močne plohe." Verjamejo, da po teh dveh odlomkih klasikov, nebesa sama povzročajo dež.
Ko dež prihaja z gora, gre Luna mimo (drugih) zvezd in se približa Pi hsiu. Ko se približa Pi hsiu, mora deževati. Dokler ne dežuje, se Luna ni približala in gore nimajo oblakov. Nebesa in Zemlja, zgoraj in spodaj, delujeta v medsebojni resonanci. Ko se Luna zgoraj približa, gore zaparijo spodaj in utelešen qi se sreča in združi. To je del spontane Tao narave. Oblaki in megla kažejo, da prihaja dež. Poleti se spremeni v roso, pozimi v mraz. Toplo, dež je, hladno, sneg. Dež, rosa in zmrzal, vse izhaja iz zemlje in se ne spušča z nebes.
Britanski biokemik, zgodovinar in sinolog Joseph Needham trdi, da: »Glede sezonskih lunarnih in zvezdnih povezav je misel Vang Čonga na tak ali drugačen način ciklično obnašanje qi-ja na Zemlji, kjer se voda destilira v gorske oblake,  povezana z obnašanjem qi-ja v nebesih, ki Luno ob določenih časih približa hijadam.« Tako je Vang Čong združeval klasično kitajsko misel z modernimi znanstvenimi načini razmišljanja v svojem času.

### Astronomija
Podobno kot sodobnik Han Zhang Heng in kitajski učenjaki pred njim, je Vang razpravljal o teorijah o vzročnosti mrkov, Sončnim in Luninim mrkom. Vendar pa je bila teorija Vang Čonga v nasprotju s pravilno teorijo 'sevalnega vpliva', ki jo podpira Zhang Heng (da je bila svetloba zaobljene Lune preprosto odsev svetlobe, ki izhaja iz zaokroženega sonca). Matematik in glasbeni teoretik Jing Fang je pisal nekaj več kot stoletje pred Zhang Hengom v 1. stoletju pred našim štetjem:
Luna in planeti so Yin; imajo obliko, vendar brez svetlobe. To prejmejo šele, ko jih Sonce osvetli. Nekdanji mojstri so imeli Sonce za okroglo kot krogla samostrela in mislili so, da ima Luna naravo ogledala. Nekateri med njimi so Luno prepoznali tudi kot žogo. Tisti deli Lune, ki jih Sonce osvetli, so videti svetli, tisti deli, ki jih ne, ostanejo temni.
Zhang Heng je v svoji Ling Xian (Mistični zakoni) iz leta 120 našega štetja zapisal:
Sonce je kot ogenj in Luna kot voda. Ogenj oddaja svetlobo, voda pa jo odbija. Tako je lunina svetlost proizvedena iz sončnega sijaja, lunina tema pa je posledica svetlobe sonca, ki ga ovira. Stran, ki je obrnjena proti Soncu, je popolnoma osvetljena, stran, ki je od njega oddaljena, pa je temna. Planeti kot tudi Luna imajo naravo vode in odbijajo svetlobo. Svetloba, ki se izliva iz sonca, ne doseže vedno Lune zaradi Zemljine ovire – to se imenuje Lunin mrk. Ko se podoben učinek zgodi s planetom ga imenujemo okultacija (xingwei); ko Luna prečka sončevo pot, pride do sončnega mrka (shi).
Vangovo stališče glede sončnih mrkov je bilo, da se le-ti zgodijo spontano in je s tem nasprotoval mnenju, da sončne mrke povzroči luna.
Medtem, ko so številni Vangovi pogledi na nebesna telesa in njihovo gibanje v neskladju z našim razumevanjem vesolja, so njegova stališča o geometriji nebesnih teles bistveno bolj sodobna. Trdil je, da Sonce, Luna, planeti in zvezde niso okrogli ampak tako delujejo zato, ker jih opazujemo iz velike razdalje.
Čeprav je bil Vang Čong prepričan v svoje ideje o mrkih, njegove ideje o tem pozneje na Kitajskem niso bile sprejete. Znanstvenik Shen Kuo je podprl staro teorijo sferičnega Sonca in Lune z uporabo lastnega razmišljanja o mrkih, za katere je pojasnil, da so posledica Lune in Sonca, ki ovirata drug drugega. Kitajski filozof Song Zhu Xi je v svojem pisanju tudi podprl to teorijo. Čeprav je imel Vang Čong prav glede vodnega kroga in drugih vidikov zgodnje znanosti,
je zaradi njegovega ostrega nasprotovanja glavni konfucijanski misli takrat postal skeptičen do vseh njihovih teorij, vključno z mrki, katerih je bil konfucijansko sprejet model pravilen.